# Elise von Hohenhausen (1812–1899)

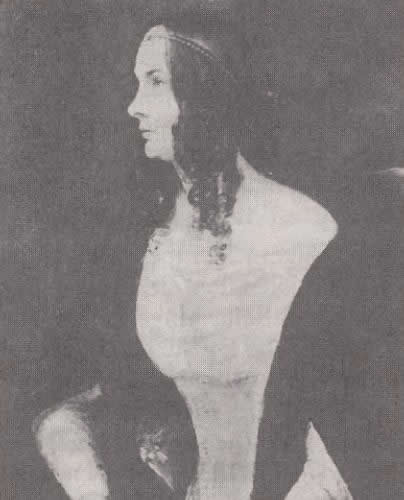
Elise von Hohenhausen. Gemälde von Johann Joseph Sprick, 1840

Elise Friedrike Felicitas Freiin von Hohenhausen, verehelichte Rüdiger  (* 7. März 1812 in Eschwege; † 31. Januar 1899 in Berlin), war eine deutsche Schriftstellerin und Salonnière in Münster und Berlin.

## Leben
Elise Freiin von Hohenhausen wuchs als Tochter des preußischen Beamten Leopold Freiherr von Hohenhausen (1779–1848) und seiner Gattin, der Schriftstellerin und Salonnière Elise von Hohenhausen (1789–1857), geb. von Ochs, in Berlin auf. Nach dem Umzug der Familie nach Minden, wo der Vater einen Posten in der preußischen Provinzialregierung versah, arbeitete sie bereits als junge Frau in der Redaktion des Mindener Sonntagsblattes mit, welches der Vater mitbegründet hatte.
Neunzehnjährig mit dem preußischen Beamten Karl Ferdinand Rüdiger verheiratet, verbrachte sie die Jahre von 1831 bis 1845 in Münster, wo sie erstmals als Salonnière hervortrat. Dem von ihr initiierten literarischen Zirkel gehörten etwa Annette von Droste-Hülshoff und Levin Schücking an. Mit der von Droste-Hülshoff fortan eng befreundet und in Briefwechsel stehend, erlebte sie die Deutsche Revolution 1848/49 in Minden und nahm Anteil am politischen Lebenslauf ihres Gatten, der in die Preußische Nationalversammlung gewählt wurde und sich an der Gründung der Kreuzzeitung beteiligte. Gemeinsam mit ihrer nunmehr verwitweten Mutter besuchte sie während eines Parisaufenthaltes im Jahr 1852 Heinrich Heine.
Nach dem Tode ihrer Mutter (1857) und ihres Mannes (1862) nahm Elise wieder ihren Geburtsnamen an und zog aus Frankfurt (Oder), ihrem letzten dienstlichen Aufenthaltsort, nach Berlin, wo sie fortan bis zu ihrem Tode einen literarischen Salon führte. Daneben begann sie selbst Bücher zu schreiben und erlangte seit 1870 einige Bekanntheit.
Elise von Hohenhausen starb im Alter von 86 Jahren in ihrer Wohnung in der Landgrafenstraße 10 in der Schöneberger Vorstadt. Ihre Beisetzung fand am 3. Februar 1899 auf dem Kaiser-Wilhelm-Gedächtnis-Friedhof in Charlottenburg (heute Westend) im engsten Kreis von Angehörigen und Freunden statt. Das Grab ist nicht erhalten geblieben.

## Salon
Der Salon der Elise von Hohenhausen war vorwiegend literarisch orientiert. Bei seiner Gründung nahm die Gastgeberin viele Habitués auf, die zuvor zum Kreis um Ada von Treskow (1840–1918) gehört hatten, die damals gerade Berlin verlassen hatte. Seiner stilistischen Orientierung nach gehörte er eher in die Tradition biedermeierlicher Beschaulichkeit als in jene moderne Weltläufigkeit, wie sie zur gleichen Zeit in Berlin etwa die Salons von Marie von Schleinitz oder Marie von Radziwiłł verkörperten. Umso bemerkenswerter ist, dass Elise diese Tradition bis an die Schwelle des 20. Jahrhunderts fortführte, als aus dem romantischen Berlin Friedrich Wilhelms IV. längst eine Weltstadt geworden war. Gleichwohl blieb sie, mit fünfzig Jahren verwitwet, bis zuletzt eine vielbeachtete gesellschaftliche Erscheinung und wurde ihrer vielfältigen literarischen Erinnerungen wegen gerne aufgesucht. Zu ihrem Kreis gehörte auch der als Schriftsteller hervorgetretene Prinz Georg von Preußen.

## Familie
Elise Freiin von Hohenhausen heiratete 1831 den königlich preußischen Oberregierungsrat Karl Ferdinand Rüdiger (1800–1862). Das Paar hatte keine Kinder. Elise nahm sich ihrer Nichte Helene von Düring-Oetken (1841–1931), welche unter dem Pseudonym „Arthur von Loy“ später ebenfalls schriftstellerisch tätig war, als Pflegetochter an.

## Berühmte Habitués
| - Berthold Auerbach - Emmy von Dincklage - Georg von Preußen - Colmar von der Goltz - Karl Gutzkow - Helene von Hülsen - Wilhelm Jordan - Robert von Keudell - Rudolf Köpke - Adolph Kohut | - Arthur Levysohn - Paul Lindenberg - Albert Lindner - Clara Mundt-Mühlbach - Marie von Olfers - Ernst von Pfuel - Ludwig Pietsch - Elise Polko - Leopold von Ranke - Alexandros Rhizos Rhankaves | - Julius Rodenberg - Emily Ruete - Levin Schücking - Marie Seebach - Henriette Solmar - Emma Vely - Richard Voß - Ernst von Wildenbruch - Heinrich Zeise - Fedor von Zobeltitz |

## Werke
- Berühmte Liebespaare, Leipzig 1870–1884, 4 Folgen.

1. Folge. Westermann, Braunschweig 1870. (Digitalisat)
2. Folge. Schlicke, Leipzig 1876. (Digitalisat)
3. Folge. Schlicke, Leipzig 1882.
4. Folge. Schlicke, Leipzig 1884.

- Schöne Geister und schöne Seelen oder Denkmale der Freundschaft berühmter Männer und Frauen. Günther, Leipzig 1873. (Digitalisat)
- Der Roman des Lebens. Novellen. 2 Bände, Schlicke, Leipzig 1876.

1. Band. (Digitalisat)
2. Band. (Digitalisat)

- Brevier der guten Gesellschaft und der guten Erziehung. Gesetzbuch bei Uebung des guten Tones, der feinen Sitten, geselliger Talente und häuslicher Pflichten. Spamer, Leipzig 1876. (Digitalisat)
- Romantische Biographien aus der Geschichte. Schlicke, Leipzig 1878. (Digitalisat)
- Aus Goethe’s Herzensleben. Wahrheitsgetreue Darstellungen. Bergmann, Leipzig 1884.
- Die feine junge Dame. Ein Buch des Rates für alle Fragen des feineren geselligen Verkehrs und der guten häuslichen Sitte mit besonderer Rücksicht auf die Ausbildung von Geist, Herz und Gemüt. Nebst einem Anhang: Lebensregeln. Schwabacher, Stuttgart 1902.
- Memoiren. In: Auf der Höhe. Internationale Revue. Leipzig/Wien 1882/83. Jg. 2. Bd. IV, S. 524f.